# 米卡·布熱津斯基
米卡·布熱津斯基（英語：Mika Emilie Leonia Brzezinski，1967年5月2日—），美国新聞主播，現為MSNBC平日早晨節目《早安！喬》的共同主持人。她除了日常評論外，也播報新聞頭條。她最近也為NBC晚間新聞作報導，也是今天週末（Weekend Today）的輪值主播。她以前是CBS新聞主播和記者。

## 生平
布熱津斯基生於紐約。2007年6月26日，她在《早安，喬》節目中，拒絕播報帕丽斯·希尔顿出獄新聞。節目監製一直把這件事作為首則新聞。至於另一則新聞，印第安納州共和黨參議員理查德·盧格就美伊戰爭立場與總統小布什分裂，則被排到後面，不過她認為這一則才是更重要。節目主持喬·斯卡伯勒向她說了幾番不支持的話後，她嘗試在直播中拿打火機燒掉播報稿，但被另一位同主持威利·蓋斯特出手阻止。她隨後把稿子撕破。幾分鐘後，她站起來把一份稿子副本放到碎紙機。這事很快在網上傳開，接下來的幾天她收到大量電郵支持她在直播節目抗議。

## 家庭
父親是波蘭人，美國外交政策專家，曾任國家安全顧問的茲比格涅夫·布熱津斯基。母親是捷克人，捷克斯洛伐克總統愛德華·貝奈斯的侄孫女，生於瑞士。
1993年10月23日与电视主播James Patrick Hoffer结婚，婚后两个女儿。2016年两人离婚。2017早些时候和搭档乔·斯卡伯勒订婚。